# Kykladen-Mauereidechse
Die Kykladen-Mauereidechse (Podarcis erhardii), auch als Ägäische Mauereidechse bekannt, zählt innerhalb der Familie der Echten Eidechsen (Lacertidae) zur Gattung der Mauereidechsen (Podarcis). Wissenschaftlich beschrieben wurde die Art im Jahre 1882 von dem russischen Herpetologen Jacques von Bedriaga.

## Merkmale
Die Kykladen-Mauereidechse erreicht eine Körperlänge von bis zu 21 Zentimeter. Der Körper ist sehr schlank gebaut und der flache Kopf setzt sich nur wenig vom Hals ab. Die Schuppen sind glatt. Einige Inselpopulationen werden größer als die Festlandpopulationen. Die Grundfarbe der Eidechse liegt zwischen grau und braun. Ihre Beine sind hell gefleckt und auf dem Rücken zeichnet sich vom Nacken bis zur Schwanzwurzel eine dunkle Netzzeichnung ab. Die unteren Flanken haben oft eine bläuliche Fleckenreihe. Außerdem ist der (in der Regel weiße) Bauch manchmal orangerot. Die Art weist meist einen deutlichen Geschlechtsdimorphismus auf. Oft ist der Rücken des Männchens grünlich und das Weibchen zeichnen zwei helle Längsstreifen.

## Lebensweise
Die Kykladen-Mauereidechse ist eine flinke tagaktive Echse, die sich bei Bedrohung blitzschnell in Mauerritzen, Laub oder in der Vegetation versteckt. Die Art badet ausgiebig in der Sonne, klettert gut und frisst allerlei kleine Insekten und Webspinnen. Die Männchen bilden Territorien und tragen während der Paarungszeit untereinander heftige Kämpfe aus. Podarcis erhardii pflanzt sich durch Oviparie (eierlegend) fort. Nach der Paarung legt das Weibchen ein Gelege im Umfang von zwei bis vier Eiern an.

## Unterarten
The Reptile Database verzeichnet derzeit 21 Unterarten der Kykladen-Mauereidechse:
- Podarcis erhardii amorgensis (Werner, 1933)
- Podarcis erhardii biinsulicola (Wettstein, 1937)
- Podarcis erhardii buchholzi (Wettstein, 1956)
- Podarcis erhardii erhardii (Bedriaga, 1876)
- Podarcis erhardii kinarensis (Wettstein, 1937)
- Podarcis erhardii levithensis (Wettstein, 1937)
- Podarcis erhardii livadiaca (Werner, 1902)
- Podarcis erhardii makariaisi (Wettstein, 1956)
- Podarcis erhardii megalophthenae (Wettstein, 1937)
- Podarcis erhardii mykonensis (Werner, 1933)
- Podarcis erhardii naxensis (Werner, 1899)
- Podarcis erhardii ophidusae (Wettstein, 1937)
- Podarcis erhardii pachiae (Wettstein, 1937)
- Podarcis erhardii phytiusae (Wettstein, 1937)
- Podarcis erhardii riveti (Chabanaud, 1919)
- Podarcis erhardii ruthveni (Werner, 1930)
- Podarcis erhardii subobscura (Wettstein, 1937)
- Podarcis erhardii syrinae (Wettstein, 1937)
- Podarcis erhardii thermiensis (Werner, 1935)
- Podarcis erhardii thessalica (Cyrén, 1938)
- Podarcis erhardii zafranae (Wettstein, 1937)

## Verbreitung
Das Verbreitungsgebiet der Kykladen-Mauereidechse liegt in den Küstenländern des östlichen Mittelmeerraums und auf etlichen Ägäisinseln. Sie kommt in Griechenland, Albanien, Bulgarien und Serbien bis 2000 Meter oberhalb Meereshöhe vor. Ihr Habitat sind felsige Trockengebiete mit ausgeprägter Buschvegetation, aber auch verwilderte Gärten mit Trockensteinmauern.

## Gefährdung und Schutz
Die Weltnaturschutzunion IUCN stuft die Kykladen-Mauereidechse als nicht gefährdet und den Bestand als stabil ein. Regional sind allerdings einige Populationen rückläufig, was mit der Zerstörung des natürlichen Lebensraumes als Folge des Tourismus zusammen hängt.